# Мандрівник (фільм, 1987)
«Мандрівник» (рос. «Странник») — радянський художній фільм 1987 року, знятий на Кіностудії ім. М. Горького.

## Сюжет
Героїко-пригодницький фільм за мотивами повісті Є. Федоровського «Свіжий вітер океану». 1820 рік. Вперше в історії мореплавання два російських кораблі «Восток» і «Мирний» досягли берегів Антарктиди. Завоювання експедиції Беллінсгаузена і Лазарева тоді були поставлені під сумнів морськими державами. І тепер в 40-ві роки ХХ століття молодий ленінградський вчений Головін, який довгі роки віддав пошукам карт експедиції, знаходить на окупованій німцями території документи військово-морського архіву…

## У ролях
- Олександр Трофімов — Фадей Фадейович Беллінсгаузен / Олексій Головін, мореплавець / ленінградський вчений
- Геннадій Горячев — Єгор Кисельов, матрос
- Олексій Булдаков — Діонісій, ієромонах
- Віктор Давидов — Іван Іванович Завадовський, старший офіцер
- Станіслав Лєсной — Костянтин Петрович Торсон, лейтенант іпмераторского флоту
- Вадим Гемс — Яків Берг, обер-медик
- Андрій Бубашкін — Дмитро Андрійович Давидов, мічман
- Сергій Максачов — Новосильцев, мореплавець
- Олександр Чижов — Степан Твєрдохлєбов, матрос
- Олег Жданов — Микитович, радянський солдат, розвідник
- Ілзе Лієпа — Катя
- Сергій Плотников — Олександр Петрович Попов, працівник архіву
- Андрій Болтнєв — комбат
- Олександр Краснов — Федір Горбатов, російський каторжник-втікач, що служив на англійському китобійному судні
- Анатолій Гуляєв — Бенс, капітан англійського китобійного судна
- Володимир Цвєтков — боцман
- Елгуджа Бурдулі — Никифорович, старший матрос, що при перетині екватора зображував Нептуна
- Арніс Ліцитіс — англійський офіцер на острові Св. Олени
- В. Колесніков — епізод
- Валерій Іванов — епізод
- А. Каллош — епізод
- Микола Кузьмін — епізод
- Ігор Баранов — епізод
- Андрій Аришев — епізод
- Олександр Гусак — епізод

## Знімальна група
- Режисер — Михайло Вєдишев
- Сценарист — Едуард Володарський
- Оператор — Олександр Філатов
- Композитор — Шандор Каллош
- Художник — Валерій Іванов